# Mandilar
El Mandilar és una muntanya de 2.211 metres que es troba a la província d'Osca (Aragó). Es troba a la serra de Tendenyera, i als seus vessants s'hi troben les instal·lacions de l'estació d'esquí de Panticosa.